# Favites acuticollis
Favites acuticollis là một loài san hô trong họ Faviidae. Loài này được Ortmann mô tả khoa học năm 1889.